# 싱 (2016년 영화)
싱(Mindenki, Sing)은 헝가리에서 제작된 크리스토프 데아크 감독의 2016년 드라마 영화이다. 소피아 사모시 등이 주연으로 출연하였고 크리스토프 데아크 등이 제작에 참여하였다.
이 영화의 배경은 1991년으로, 새 초등학교로 전학을 가는 한 소녀가 학교 합창대에서 수상하는 스토리를 그리고 있다. 2017년 이 영화는 제89회 아카데미상의 아카데미 단편 영화상 부문에서 아카데미상을 수상했다.

## 출연

### 주연
- 소피아 사모시